# Инстинкт
Инстинкт је инхерентна склоност живог организма према одређеном сложеном понашању, које садржи и урођене и научене елементе. Најједноставнији пример инстинктивног понашања је фиксирани образац акције (ФАП), у коме се низ акција веома кратке до средње дужине, без варијација, изводи као одговор на одговарајући јасно дефинисан стимулус.
Свако понашање је инстинктивно ако се изводи без претходног искуства (тј. у одсуству учења), и стога је израз урођених биолошких фактора. Морске корњаче, које су се тек излегле на плажи, инстинктивно ће се кретати према океану. Торбар се пење у торбу своје мајке по рођењу. Други примери укључују борбе животиња, удварање животиња, унутрашње функције бекства и изградњу гнезда. Иако је инстинкт дефинисан његовим непроменљивим урођеним карактеристикама, детаљи о његовом деловању могу се променити искуством; на пример, пас може да унапреди своје вештине слушања вежбањем.
Инстинкти су урођени сложени обрасци понашања који постоје код већине припадника врсте, и треба их разликовати од рефлекса, који су једноставни одговори организма на одређени стимулус, као што је контракција зенице као одговор на јако светло или грчевити покрет потколенице при тапкању колена. Одсуство вољног капацитета не сме се мешати са неспособношћу да се модификују фиксни обрасци деловања. На пример, људи могу бити у стању да модификују стимулисани фиксни образац акције тако што свесно препознају тачку његове активације и једноставно престану да то раде, док животиње без довољно јаке вољности можда неће бити у стању да се одвоје од својих фиксних образаца деловања, када се једном активирају.
Инстинктивно понашање код људи је проучавано и контроверзна је тема.

## Ране теорије

### Жан Анри Фабр
За Жан Анри Фабра (1823–1915) се каже да је прва особа која је проучавала мале животиње (које нису биле птице) и инсекте, а посебно се специјализовао за инстинкте инсеката. Писао је о инстинкту на начин који је био информативан, али поетичан. Фабр је сматрао инстинкт повезаним скупом понашања којима се организам подвргава несвесно, као одговор на спољашње услове.

#### Понашање животиња и инсеката
Фабр је закључио да је значајна разлика између људи и животиња у томе што животиње не могу да расуђују. До овог закључка је дошао након што је посматрао како инсекти и дивље птице настављају да понављају одређено понашање као одговор на нову ситуацију. Иако су се ова инстинктивна понашања чинила сложеним, инсекти и животиње нису прилагодили своје понашање иако им то није помогло у тој новој ситуацији.
Следе нека понашања инсеката и животиња које је Фабр приметио и означио као „инстинктивна“, јер не укључују расуђивање:
- Матерински инстинкти
- Метаморфоза
- Мимикрија
- Митарење
- Прављење мртвим
- Таксис

#### Фиксни обрасци
Фабр је веровао да су инстинкти „фиксни обрасци“, што значи да се ови повезани скупови понашања не мењају као одговор на нове животне ситуације. Један конкретан пример који му је помогао да дође до овог закључка је његово проучавање различитих врста оса. Све врсте оса које је проучавао имале су одређени образац понашања приликом хватања плена, који је Фабр назвао фиксним обрасцем. Затим је Фабр интервенисао у процесу хватања плена оса, и само је једна од врста прилагодила своје понашање као одговор на ово непознато пресретање. Фабр је објаснио ову контрадикцију тврдњом да су јединке које се удаљавају од норми своје врсте само изузетак, док је такође признао да би могло бити простора за раст унутар инстинкта врсте.
Фаброво уверење да су инстинкти фиксни супротставља се теорији еволуције. Он је одбацио да једна врста може еволуирати у другу, а такође је одбацио да се свест коју људи поседују може постићи еволуцијом несвесних особина.

### Вилхелм Вундт
Вилхелм Вунт (1832–1920) је познат по оснивању прве психолошке лабораторије, која се догодила 1879. на Универзитету у Лајпцигу. Био је у стању да извуче закључке о инстинкту из свог пажљивог посматрања и животињског и људског понашања.

#### Несвесни процеси
Да би боље објаснила Вунтово истраживање, Клаудија Васман је анализирала велику колекцију извора. Ово је укључивало неке од ранијих часописа које је Вунт писао, који су више размишљали о идеји несвесности него о његовом каснијем и познатијем истраживању. Њен рад закључује да је веровао да су несвесни процеси (које је назвао „инстинктивни покрети”) резултат сензација и емоција, и да су ти несвесни процеси градили блокове ка свести.

#### Изрази лица
Пример онога што је Вунт проучавао да би дошао до својих закључака у вези са несвесним процесима укључује изразе лица које бебе праве као одговор на осећаје слатког, киселог и горког укуса. Закључио је да су ови изрази лица резултат тога што су бебе покушавале да избегну непријатне емоције јер је у њиховим устима било нешто непријатно, и како су ти инстинкти (које он користи наизменично са рефлексивним покретима) постали само урођени јер су прошле генерације то научиле и користило им опстанак.

#### Природна селекција
Процес којим је Вунт објаснио постојање нагона је кроз природну селекцију. Тачније, његово истраживање сугерише да природна селекција узрокује мале промене у нервном систему током времена. Ове промене изазивају наследне нагоне у организмима, који су онда одговорни за све несвесне процесе. Још једна ствар коју треба приметити је да је Вунт користио термине несвесни процеси, рефлексивни покрети и инстинктивни покрети наизменично, често их групишући заједно.

### Сигмунд Фројд
Сигмунд Фројд је сматрао да су менталне слике телесних потреба, изражене у виду менталних жеља, инстинкти.

### Вилијам Мекдугал
Почетком 20. века призната је „унија инстинкта и емоција“. Вилијам Мекдугал је сматрао да многи инстинкти имају своје повезане специфичне емоције. Како су истраживања постајала ригорознија, а термини боље дефинисани, инстинкт као објашњење људског понашања постао је мање уобичајен. Мекдугал је 1932. године тврдио да је реч „инстинкт“ прикладнија за описивање понашања животиња, док је реч „склоност“ препоручивао за циљане комбинације многих урођених људских способности, које су лабаво и променљиво повезане, на начин који показује јака пластичност.
Мекдугал сматра да постоје три потпроцеса која иду један за другим и који их одликују:
- Селективност когниције – усмереност ка пријему и обради података повезаних са стањем организма
- Одговарајући емотивни импулс
- Активност инструменталног типа – усмерена ка циљу

Истраживања на животињама допринела су развоју нове дисциплине посвећене понашању животиња у природним условима, етологије. Инстинкти ту нису једина тема, напротив, ретко су помињани. 

### Абрахам Маслов
Током 1950-их, психолог Абрахам Маслов је тврдио да људи више немају инстинкте јер имамо способност да их надјачамо у одређеним ситуацијама. Сматрао је да је оно што се зове инстинкт често непрецизно дефинисано и да заиста представља снажне нагоне. За Маслова, инстинкт је нешто што се не може надјачати, и стога, иако се тај термин можда примењивао на људе у прошлости, више не важи.

### Конрад Лоренц
Интерес за урођена понашања поново се појавио 1950-их са Конрадом Лоренцом и Николасом Тинбергеном, који су правили разлику између инстинкта и наученог понашања. Наше савремено разумевање инстинктивног понашања животиња много дугује њиховом раду. На пример, постоји осетљив период за птицу у којој она сазнаје идентитет своје мајке. Конрад Лоренц је имао чувени отисак гуске на својим чизмама. Након тога би гуска пратила онога ко је носио чизме. Ово сугерише да је идентитет мајке гуске сазнао, али је понашање гуске према ономе што је доживљавала као мајку било инстинктивно.

#### Психохидраулички модел
Лоренцов модел створио је етолог К. Лоренц, сматрајући да је одвијање инстинктивног ланца могуће без присуства окидајућег стимулуса. Он сматра да нагомилавање неке енергије неког инстинкта може да доведе и до спонтаног покретања инстинктивних радњи. Овај модел је психохидраулички модел, где је славина извор инстинктивне енергије. Резервоар који се налази испод славине је депо инстинктивне енергије, која се скупља на том једном месту.
Из резервоара вода може да изађе на два начина: отварањем вентила под дејством окидајућег стимулуса, или притиском нагомилане енергије која прелази критичну вредност. Истицање течности у корито представља инстинктивну радњу, акцију. Овај модел већина критичара ипак одбацује. 

#### Вакуум активитет
Појава да се јединка у одсуству окидајуће стимулације понаша као да је стимулација присутна је вакуум активитет. Лоренц говори о томе како гладан човек одједном, без икакве непосредне стимулације, крене у секвенце понашања при лову на муве, па тражи, лови и убија непостојећу муву. 

### Нико Тинберген
Осетљивост за посебне стимулусе, као и инстинкти у целини, производ су дуготрајне еволуције неке животињске врсте, у којој се формирао репертоар корисних акција и пренео у наслеђе. Пример за то је експеримент са гускама истраживача Ника Тинбергена. Гуске су се плашиле само сенки оних картона који су личили на вратове птица предатора. Такође, његов други експеримент са рибом кољушка, чији је мужјак нападао све моделе мужјака са црвеним трбухом, а не само оне које личе на његову врсту. Тинберген по начину реализације разликује две врсте активности: апетитивну и конзуматорну. Под апетитивним активностима подразумева радње трагања за циљем. Оне по његовом мишљењу, имају знатно већи степен слободе у реализацији и често садрже сложај радњи које су различитог порекла, неке су рефлексне, друге инстинктивне, треће научене, а могу се наизменично употребљавати по потреби. Конзуматорне активности се обављају онда кад је циљ достигнут, знатно су мање променљиве или су сасвим непроменљиве, те се своде на фиксиран ланац операција.
Неки инстинкти су изгледа ближи рефлексима и компоновани тако да не дозвољавају јединки одступање, други су отворенији и дозвољавају према датим срединским околностима мала одступања од програма, или чак алтернативна решења.

### Марлер и сарадници
Студија Марлера и сарадника говори о певању белокруних ластавица. Мужјаци у доба парења имају развијен цвркут – песму са модулацијама. Сматра се да је њен циљ привлачење женке и одбијање других мужјака од заузете територије. Експериментатори су издвајали младе мужјаке и (у зависности од њиховог узраста приликом одвајања од јајета) добијене су значајне разлике у сложају њихове песме кад одрасту. Уколико нису имали прилику да чују песму мужјака исте врсте, или уколико су слушали песме других птица, песме мужјака белокруних ластавица се нису мењале и биле су једноставне. Са друге стране, вештачка глувоћа изазвана код неких од тих рано издвојених младих мужјака доводила је до тога да они кад одрасту производе различите цвркуте који нису ни модулирана песма, нити имају понављану фразу. Једино су младунци који су имали прилику да чују песме других мужјака били у стању да певају песме са модулацијама.
Ово говори о специфичном аудитивном памћењу код ових птица певачица, али још значајније, о важности срединских чинилаца за реализацију неких инстинктивних радњи. Ови налази нам говоре и о значају фаза матурације, да постоје критични развојни периоди за усвајање спољашњих утицаја који омогућавају дораду инстинктивне радње и други, у којима она није могућа. Сем тога, као и у описима понашања кољушке, указују на социјалне окидајуће стимулусе, дакле они који потичу од других јединки исте врсте, што нам говори да је и део социјалног понашања регулисан инстинктима. Они у најопштијем плану потврђују и важно становиште науке да се инстинктивно понашање реализује у садејству наслеђа, срединских утицаја и сазревање јединке (матурација).

### Френк Бич
На конференцији 1960. године, којом је председавао Френк Бич, пионир компаративне психологије, а којој су присуствовали светитељи у овој области, термин 'инстинкт' је био ограничен у примени. До 2000. године, истраживање 12 најпродаванијих уџбеника из Уводне психологије открило је само једну референцу на инстинкте, и то у вези са упућивањем Сигмунда Фројда на инстинкте „ид“. Чинило се да је инстинкт постао застарео за уводне уџбенике из људске психологије. Књига Инстинкт: трајни проблем у психологији (1961) одабрала је низ списа о овој теми.

### Ричард Хернштајн
У класичном раду објављеном 1972. психолог Ричард Хернштајн је написао: „Поређење Мекдугалове теорије инстинкта и Скинерове теорије поткрепљења — која представља природу и неговање — показује изузетне, и углавном непрепознате, сличности између супротстављених страна у природи - негује дебату која се примењује на анализу понашања."
Ф. Б. Мандал је предложио скуп критеријума према којима би се понашање могло сматрати инстинктивним: а) аутоматско, б) неодољиво, ц) настало у неком тренутку развоја, д) изазвано неким догађајем у окружењу, е) дешава се сваком припаднику врсте, ф) да се не може модификовати, и г) да управља понашањем за које организму није потребна обука (иако организам може имати користи од искуства и до тог степена се понашање може модификовати).
У Информационом понашању: еволуциони инстинкт, Аманда Спинк примећује да се „тренутно у наукама о понашању инстинкт генерално схвата као урођени део понашања који се јавља без икакве обуке или образовања код људи“. Она тврди да је гледиште да информационо понашање има инстинктивну основу засновано на најновијим размишљањима о људском понашању. Штавише, она примећује да се „понашања као што су сарадња, сексуално понашање, васпитање деце и естетика [такође] виде као 'еволуирани психолошки механизми' са инстинктивном основом.“ Спинк додаје да Стивен Пинкер на сличан начин тврди да је усвајање језика инстинктивно код људи у својој књизи Језик инстинкта (1994). Године 1908, Вилијам Мекдугал је писао о „инстинкту радозналости“ и са њим повезаном „емоцији чуђења“, иако књига од Спинк то не помиње.
М. С. Блумберг је 2017. године испитао употребу речи инстинкт и открио да она значајно варира.

## Код људи
Постојање најједноставнијих нагона код људи је тема о којој се нашироко расправља. Међу могућим примерима понашања под утицајем инстинкта код људи су следећи.
- Урођени страх од змија и паука пронађен је код беба од шест месеци.[14]
- Верује се да је плач бебе манифестација инстинкта. Одојче се иначе не може заштитити за преживљавање током свог дугог периода сазревања. Мајчинска и очинска веза се манифестују посебно као одговор на плач бебе. Његов механизам је делимично разјашњен опсервацијама функционалним МРИ мозга родитеља.[15]
- Инстинкт стада се налази код људске деце и одојчади шимпанзи, али је очигледно одсутан код младих орангутана.[16]
- Хормони су повезани са специфичним облицима људског понашања, као што је сексуалност.[17] Висок ниво тестостерона се често повезује код особа (мушкарац или жена) са агресивношћу. Смањење нивоа тестостерона након рођења детета пронађено је код очева.
- Хигијенско понашање код људи је сугерисано као делимично инстинктивно, засновано на емоцијама као што је гађење.[18]

## Рефлекси
Примери понашања који не захтевају размишљање укључују многе рефлексе. Стимулус у рефлексу можда не захтева мождану активност, већ уместо тога може да путује до кичмене мождине као порука која се затим преноси назад кроз тело, пратећи путању која се зове рефлексни лук. Рефлекси су слични фиксним обрасцима акције по томе што већина рефлекса испуњава критеријуме ФАП-а. Међутим, фиксни образац акције може се обрадити и у мозгу. Инстинктивна агресија мужјака кољушке према било чему црвеном током сезоне парења је такав пример. Примери инстинктивног понашања код људи укључују многе примитивне рефлексе, као што је сисање, понашање која су присутна код сисара. Код пацова је примећено да су урођене реакције повезане са специфичним хемикалијама, а ове хемикалије детектују два органа која се налазе у носу: вомероназални орган (ВНО) и главни олфакторни епител (ГОЕ).

## Матурација
Нека инстинктивна понашања зависе од процеса сазревања који ће се појавити. На пример, обично говоримо о птицама које „уче“ да лете. Међутим, младе птице су експериментално одгајане у уређајима који им спречавају да померају крила док не достигну старост у којој су њихове кохорте летеле. Ове птице су летеле одмах и нормално када су пуштене, што показује да је њихово побољшање резултат неуромускуларног сазревања, а не правог учења.

## У еволуцији
Импресум представља један пример инстинкта. Овај сложени одговор може укључивати визуелне, слушне и олфакторне знакове у окружењу које окружује организам. У неким случајевима, утискивање везује потомство за родитеља, што је репродуктивна корист за преживљавање потомства. Ако је потомство везано за родитеља, већа је вероватноћа да ће остати у близини под заштитом родитеља. Такође је већа вероватноћа да ће везани потомци учити од родитељске фигуре када су у блиској интеракцији. (Репродуктивне користи су покретачка снага природне селекције.)
Окружење је важан фактор у еволуцији урођеног понашања. Хипотеза Мајкла Меколоа, позитивног психолога, објашњава да окружење игра кључну улогу у људским понашањима као што су опрост и освета. Ова хипотеза теоретизира да различита друштвена окружења узрокују да превлада или опрост или освета. Меколоу своју теорију повезује са теоријом игара. У стратегији „осеца-за-тат“, сарадња и одмазда су упоредиви са опростом и осветом. Избор између ова два може бити користан или штетан, у зависности од тога шта партнер-организам изабере. Иако овај психолошки пример теорије игара нема тако директно мерљиве резултате, он пружа занимљиву теорију јединствене мисли. Са више биолошке тачке гледишта, лимбички систем мозга функционише као главна контролна област за одговор на одређене стимулусе, укључујући различита инстинктивна понашања. Лимбички систем обрађује спољашње стимулусе везане за емоције, друштвену активност и мотивацију, што пропагира бихевиорални одговор. Нека понашања укључују бригу о мајци, агресију, одбрану и друштвену хијерархију. На ова понашања утичу сензорни унос — вид, звук, додир и мирис.
У оквиру кола лимбичког система, постоје разна места где се еволуција могла десити или би се могла догодити у будућности. На пример, многи глодари имају рецепторе у вомероназалном органу који експлицитно реагују на стимулусе предатора који се посебно односе на ту појединачну врсту глодара. Пријем предаторског стимулуса обично ствара одговор одбране или страха. Парење код пацова прати сличан механизам. Вомероназални орган и главни олфакторни епител, који се заједно називају олфакторни систем, откривају феромоне супротног пола. Ови сигнали затим путују до медијалне амигдале, која распршује сигнал до различитих делова мозга. Путеви укључени у урођена кола су изузетно специјализовани и специфични. Разни органи и сензорни рецептори играју улогу у овом сложеном процесу.
Инстинкт је феномен који се може истражити из мноштва углова: генетика, лимбички систем, нервни путеви и окружење. Истраживачи могу да проучавају нивое инстинката, од молекуларних до група појединаца. Екстремно специјализовани системи су се развили, што је резултирало појединцима који показују понашање, а да га не науче.